# Orpington (canard)
Le canard orpington est une race de canard domestique originaire d'Angleterre.
Il est élevé pour sa chair et ses œufs. Sa femelle peut pondre 220 œufs par an. Cette race est considérée comme menacée par l'ALBC et par la GEH.

## Histoire
Cette race a été développée en 1897 par un éleveur avicole du nom de William Cook à Orpington dans le Kent, puis par ses fils. William Cook est également à l'origine en 1886 de la race homonyme de poule. À l'origine de cette race de canard, il fallait répondre à la demande de canards de couleur chamois. Aussi Cook croise-t-il différentes races, telles que le coureur indien (pour sa verticalité élancée et les qualités de pondeuse de sa cane), le canard de Rouen anglais (pour sa chair savoureuse et sa couleur claire), le canard d'Aylesbury (pour sa viande et sa grande taille), le cayuga (race américaine appréciée pour ses œufs). L'orpington au plumage chamois est exposé pour la première fois au public à Londres en octobre 1897 au Dairy Show de l'Agricultural Hall d'Islington.
Le canard orpington est admis au standard officiel britannique (British Poultry Standard) en 1910.

## Description

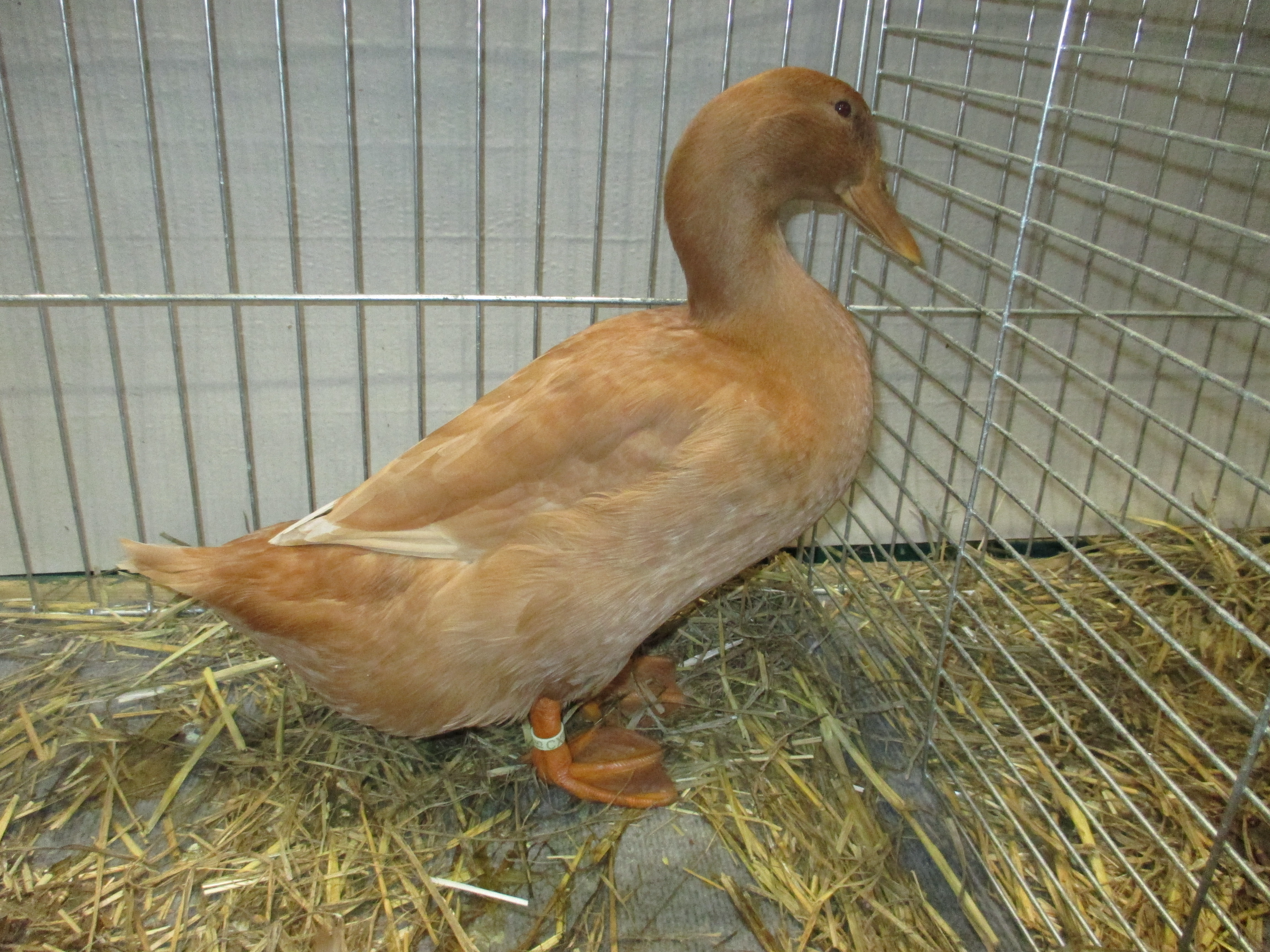
Cane Orpington.

Le canard orpington est admis aujourd'hui en un seul coloris : fauve. Sa tête est réduite et ovale avec un cou très élancé et un corps long. Il se tient bien droit avec un poitrail profond. Son plumage est uni (des traces de blanc sont admises, ainsi que des plumes plus foncées pour le mâle à la queue et au bout des ailes), La couleur chamois clair est considérée comme le modèle idéal. Le mâle a une tête chamois plus foncé ou brun foncé. Le bec du mâle est jaune, tandis que celui de la femelle est beige. Leurs pattes sont d'un jaune orangé.
Le mâle peut atteindre 3 kg, voire plus, la cane peut dépasser les 2,5 kg. Les œufs pèsent 65g. Le diamètre du baguage est de 16 mm.

## Gastronomie
Lorsque l'on croise un canard de Barbarie mâle avec une cane orpington, on obtient un mulard dont la chair est fort appréciée des gastronomes.

## Galerie de photos

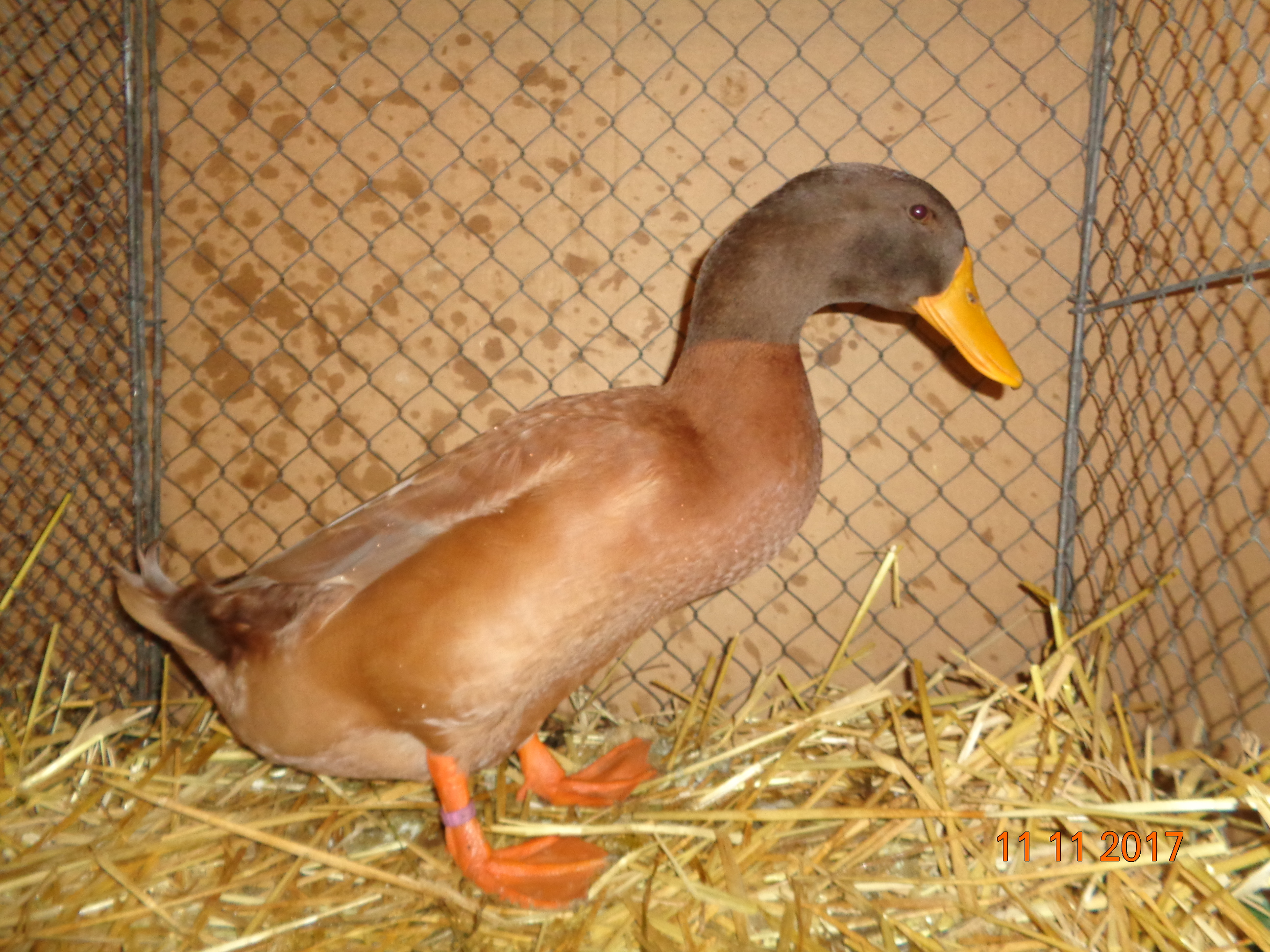
Canard Orpington
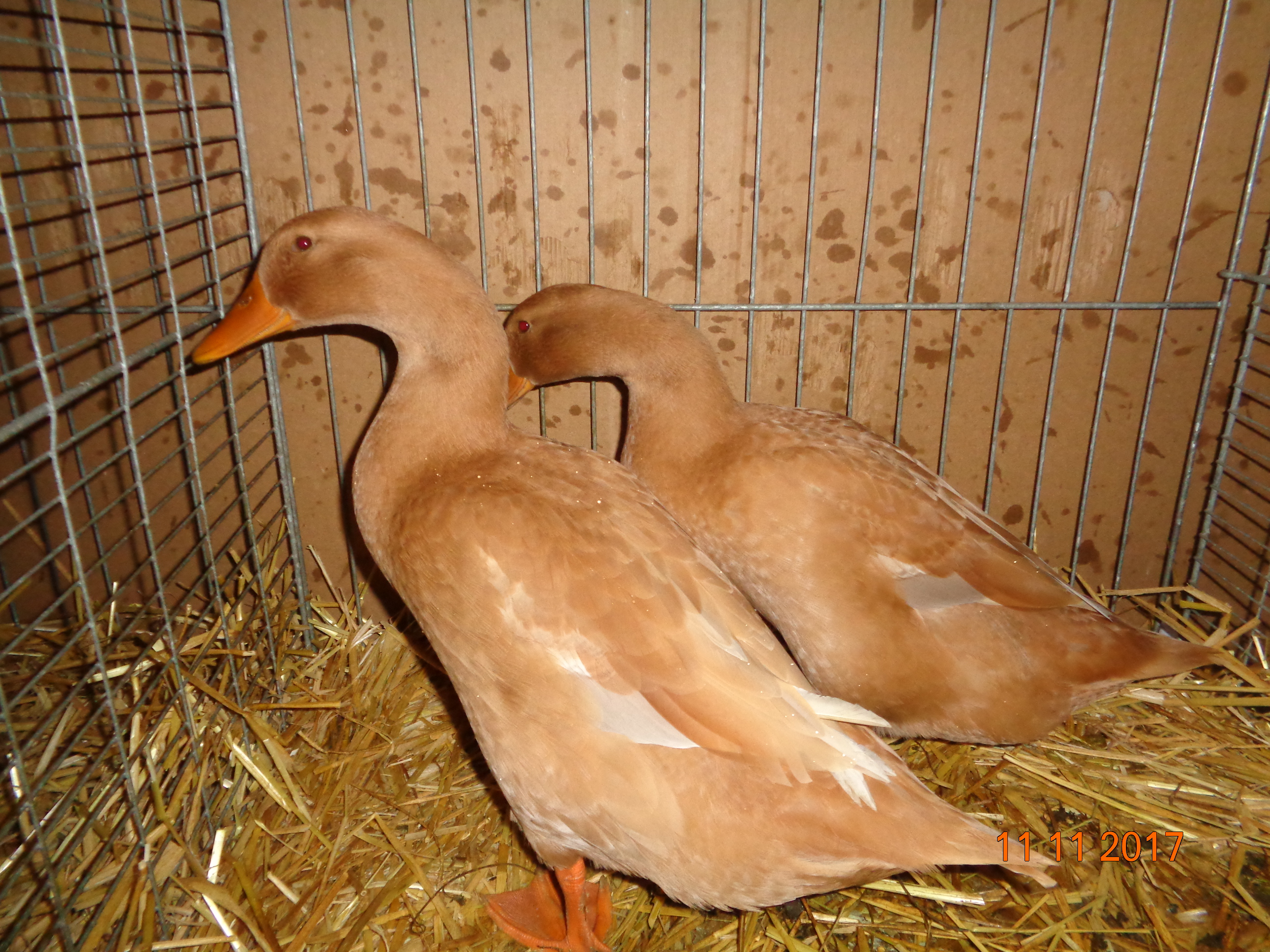
Canes Orpington